# 赫斯基 (密蘇里州)
赫斯基（英語：Huskey）是位於美國密蘇里州波林格縣的非建制地區。

## 歷史
赫斯基的郵局於1887年設立，其後於1907年停運。

## 地理
赫斯基所處的海拔為高於海平面132米（即433英呎），而該地所採用的時區為UTC-6，即北美中部時區（CST）。同時該地設有夏令時間，為UTC-6調快一小時，即UTC-5（CDT）。